# E-Prix di Londra 2023

## Gara 1
| Pos. | No. | Pilota                 | Squadra                | Punti |
| ---- | --- | ---------------------- | ---------------------- | ----- |
| 1    | 9   | Mitch Evans            | Jaguar TCS Racing      | 25    |
| 2    | 27  | Jake Dennis            | Avalanche Andretti     | 18    |
| 3    | 16  | Sébastien Buemi        | Envision Racing        | 15    |
| 4    | 10  | Sam Bird               | Jaguar TCS Racing      | 12    |
| 5    | 48  | Edoardo Mortara        | Maserati MSG Racing    | 10    |
| 6    | 11  | Lucas Di Grassi        | Mahindra Racing        | 8     |
| 7    | 33  | Dan Ticktum            | NIO 333 Racing         | 6     |
| 8    | 17  | Norman Nato            | Nissan-e.dams          | 4     |
| 9    | 94  | Pascal Wehrlein        | Porsche Formula E Team | 2     |
| 10   | 5   | Jake Hughes            | McLaren                | 1+1   |
| 11   | 1   | Stoffel Vandoorne      | DS Penske              |       |
| 12   | 7   | Maximilian Günther     | Maserati MSG Racing    |       |
| 13   | 36  | André Lotterer         | Avalanche Andretti     |       |
| 14   | 58  | René Rast              | McLaren                |       |
| 15   | 8   | Roberto Merhi          | Mahindra Racing        |       |
| 16   | 13  | António Félix da Costa | Porsche Formula E Team |       |
| Rit  | 37  | Nick Cassidy           | Envision Racing        |       |
| Rit  | 25  | Jean-Éric Vergne       | DS Penske              |       |
| Rit  | 51  | Nico Müller            | ABT Cupra              |       |
| Rit  | 23  | Sacha Fenestraz        | Nissan-e.dams          |       |
| Rit  | 4   | Robin Frijns           | ABT Cupra              |       |
| SQ   | 3   | Sérgio Sette Câmara    | NIO 333 Racing         |       |

## Gara 2
| Pos. | No. | Pilota                 | Squadra             | Punti |
| ---- | --- | ---------------------- | ------------------- | ----- |
| 1    | 37  | Nick Cassidy           | Envision Racing     | 25+3  |
| 2    | 9   | Mitch Evans            | Jaguar TCS Racing   | 18    |
| 3    | 27  | Jake Dennis            | Avalanche Andretti  | 15    |
| 4    | 17  | Norman Nato            | Nissan-e.dams       | 12    |
| 5    | 1   | Stoffel Vandoorne      | DS Penske           | 10    |
| 6    | 16  | Sébastien Buemi        | Envision Racing     | 8     |
| 7    | 10  | Sam Bird               | Jaguar TCS Racing   | 6     |
| 8    | 51  | Nico Müller            | ABT Cupra           | 4     |
| 9    | 33  | Dan Ticktum            | NIO 333 Racing      | 2     |
| 10   | 94  | Pascal Wehrlein        | Porsche Formula E   | 1     |
| 11   | 48  | Edoardo Mortara        | Maserati MSG Racing |       |
| 12   | 58  | René Rast              | McLaren             |       |
| 13   | 3   | Sérgio Sette Câmara    | NIO 333 Racing      |       |
| 14   | 11  | Lucas Di Grassi        | Mahindra Racing     |       |
| 15   | 23  | Sacha Fenestraz        | Nissan-e.dams       |       |
| 16   | 13  | António Félix da Costa | Porsche Formula E   |       |
| 17   | 4   | Robin Frijns           | ABT Cupra           |       |
| 18   | 7   | Maximilian Günther     | Maserati MSG Racing |       |
| 19   | 5   | Jake Hughes            | McLaren             |       |
| 20   | 8   | Roberto Merhi          | Mahindra Racing     |       |
| 21   | 36  | André Lotterer         | Avalanche Andretti  |       |
| 22   | 25  | Jean-Éric Vergne       | DS Penske           |       |